# كولن ويليام ماكليود
كولن ويليام ماكليود (بالإنجليزية: Colin William MacLeod)‏ هو باحث في تاريخ العصور الكلاسيكية بريطاني، ولد في 26 يونيو 1943 في إدنبرة في المملكة المتحدة، وتوفي في 17 ديسمبر 1981.